# حملة ردفان
كانت حملة ردفان عبارة عن سلسلة من العمليات العسكرية البريطانية خلال ثورة 14 أكتوبر في عدن في يناير - مايو 1964. ووقعت في منطقة ردفان الجبلية بالقرب من الحدود مع اليمن الشمالي. بدأ رجال القبائل المرتبطون بالجبهة القومية للتحرير مداهمة الطريق الواصل بين عدن والضالع.
في يناير 1964 أرسل الجيش البريطاني ثلاث كتائب بدعم من سلاح الجو الملكي لاستعادة النظام. اندلعت الاضطرابات مرة أخرى وفي أبريل تم إرسال قوات برية بريطانية. بحلول شهر مايو، استولت القوات البريطانية على معقل الثوار الرئيسي. فحولت جبهة التحرير اهتمامها إلى عدن نفسها.
عُرفت العملية الأولى في يناير باسم «تكسير البندق». والثانية كانت «شارة كاب».

## دورية إدواردز
اشتمل العمل الأكثر شهرة للحملة على دورية بقيادة النقيب إدواردز في 29 أبريل 1964 والتي تعرضت للهجوم. أدى الهجوم إلى مقتل إدواردز وجندي آخر، جون واربورتون. تم قطع رؤوسهم وإرسالها إلى العاصمة اليمنية.
ثم هاجمت القوات البريطانية المنطقة ونجحت في الاستيلاء على مواقع الثوار، على الرغم من مقتل اثنين آخرين من البريطانيين.
واصل البريطانيون استخدام الدبابات والطائرات في القتال.

## روابط خارجية
- ردفان نسخة محفوظة 3 أبريل 2015 على موقع واي باك مشين. في حروب بريطانيا الصغيرة
- طوارئ عدن في موقع Argylls
- المغامرة الروتينية، فيلم وثائقي قصير عام 1964 عن عدن في وقت حملة ردفان في فيلم كولونيال